# Pantherophis emoryi
Pantherophis emoryi är en ormart som beskrevs av Baird och Girard 1853. Pantherophis emoryi ingår i släktet Pantherophis och familjen snokar. IUCN kategoriserar arten globalt som livskraftig. Inga underarter finns listade i Catalogue of Life.
Arten förekommer i södra USA och i norra Mexiko. Honor lägger ägg.